# Pavel Marecek
Pavel Marecek (* 19. Dezember 1942) ist ein ehemaliger slowakischer Fußballtorhüter.

## Karriere
Sein einziges Spiel in der Fußball-Bundesliga absolvierte Marecek am 14. März 1970, als er beim 1:0-Sieg des MSV Duisburg bei Eintracht Frankfurt für Duisburg das Tor hütete. In diesem Spiel wurde Marecek in der Halbzeitpause von Trainer Robert Gebhardt ausgewechselt und durch Dietmar Linders ersetzt.

## Einzelnachweis
1. ↑  https://www.weltfussball.de/spielbericht/bundesliga-1969-1970-eintracht-frankfurt-msv-duisburg/ Abgerufen am 11. September 2018.

| Personendaten    | Personendaten                |
| ---------------- | ---------------------------- |
| NAME             | Marecek, Pavel               |
| KURZBESCHREIBUNG | slowakischer Fußballtorhüter |
| GEBURTSDATUM     | 19. Dezember 1942            |
| GEBURTSORT       | Slowakei                     |